# Geoff Platt
Geoff Platt (Toronto, 10 luglio 1985) è un ex hockeista su ghiaccio canadese naturalizzato bielorusso.

## Carriera
Nei primi anni di carriera ha vestito le maglie di North Bay Centennials (2001-2002), Saginaw Spirit (2002-2004), Erie Otters (2003-2005) e AC Boardwalk Bullies (2004-2005).
Dal 2006 al 2008 si è alternato tra i Syracuse Crunch in AHL e i Columbus Blue Jackets in NHL. Nel 2007-2008 ha giocato in AHL con i Portland Pirates, mentre per l'annata seguente ha militato in NHL con gli Anaheim Ducks.
Nella stagione 2008-2009 è approdato in KHL con la Dinamo Minsk. Dopo un periodo in SM-liiga con l'Ilves Tampere, è tornato alla Dinamo Minsk, dove ha giocato fino al 2013.
In seguito per due stagioni ha giocato con la Lokomotiv Yaroslavl e poi con il CSKA Mosca. Nel 2016-2017 ha giocato in SHL con i Växjö Lakers, prima di far ritorno al CSKA Mosca, in cui ha militato fino al termine della stagione successiva. È rimasto in Kontinental Hockey League anche negli anni successivi, vestendo le maglie di Jokerit, Avtomobilist Ekaterinburg e Salavat Julaev Ufa, prima di chiudere la carriera nella Liiga nella stagione 2022-2023 ( con il JYP fino a dicembre, poi col Tappara, con cui ha vinto la Champions Hockey League e la Liiga).
Con la nazionale under-18 canadese ha conquistato una medaglia d'oro ai campionati mondiali di categoria nel 2003.
Con la nazionale bielorussa ha preso parte ai campionati mondiali nel 2014, nel 2016, nel 2018 e nel 2021, oltre ai mondiali di Prima Divisione Gruppo A del 2020.

## Palmarès
- Coppa Spengler: 1

Dinamo Minsk: 2009
- Champions Hockey League: 1

Tappara: 2022-2023
- Campionato finlandese: 1

Tappara: 2022-2023